# Ecques
Ecques é uma comuna francesa na região administrativa de Altos da França, no departamento de Pas-de-Calais. Estende-se por uma área de 12,59 km². Em 2010 a comuna tinha 2 196 habitantes (densidade: 174,4 hab./km²).